# Еда Едже
Еда Едже Тунджер  (на турски: Eda Ece Tuncer) е турска актриса известна с ролята си на Йълдъз Йълмаз Аргун Куюджу Йълдъръм в турския драматичен сериал „Опасно изкушение“.

## Начало на артистичната кариера
След като се появява във второстепенна роля през 2004 г. като дете-актьор, тя получава поддържащи роли в хитовия младежки сериал „Наука за живота“, фантастичния детски сериал „Парцалената кукла“ и „Кръстих я Ферия“ до 2012 г.
Тя получава първата си главна роля в младежкия сериал „Златната седморка“, който има повече от 100 епизода.
След това Еда Едже се присъединява към актьорския състав на популярния младежки сериал „Обичай ме така" и изиграва образа на Елиф. През 2015 г. тя има водеща роля в романтичния комедиен сериал „Статус на връзката: Смесен“ с Берк Октай.
Кариерата и процъфтява с ролята ѝ на Йълдъз Йълмаз в турския сапунен сериал "Опасно изкушение", в който се снима между 2018 и 2023 г.

## Филмова кариера
През 2013 г. Еда Едже се снима за първи път във филм в "За дъщеря ми". Тя е участвала в комедийните филми „Говорете толкова, колкото и съпруга си“ и „Говорете за съпруга си: Възкресение“. Тя играе в комедийните филми на „Gupse Özay Görümce“ и „Deliha 2“. През същата година тя се появява в главна роля в телевизионния филм „Deprived“. След като участва във филма „Историите на Деде Коркут: Дели Думрул“.“. 

## Личен живот
Еда Едже е завършила психология в Университета „Билги“ в Истанбул. Тя е трета и най-малка дъщеря в семейството си. Едже е във връзка с баскетболиста Бурахан Тунчер от 2019 г. Двойката сключва брак на 21 юни 2023 г. Дъщеря им Мина Ипек Тунчер е родена на 4 април 2024 г.

## Филмография
| Година | Филм                                  | Оригинално заглавие                 | Роля     | Вид роля    |
| ------ | ------------------------------------- | ----------------------------------- | -------- | ----------- |
| 2010   | Махпейкер Кьосем Султан               | Mahpeyker Kösem Sultan              |          | Малка роля  |
| 2013   | За дъщеря ми                          | Kızım İçin                          | Тюгба    | Главна роля |
| 2015   | Говори като съпруга си                | Kocan Kadar Konuş                   | Серен    | Малка роля  |
| 2016   | Говори като съприга си: Възкресение   | Kocan Kadar Konuş: Diriliş          | Серен    | Малка роля  |
| 2016   | Лишени                                | Mahrumlar                           | Ела      | Малка роля  |
| 2016   | Горумче                               | Görümce                             | Дениз    | Главна роля |
| 2017   | Историите на Деде Коркут: Дели Думрул | Dede Korkut Hikayeleri: Deli Dumrul | Гюнчичек | Главна роля |
| 2017   | Спътникът ми                          | Yol Arkadaşım                       | Айсун    |             |
| 2018   | Делиха 2                              | Deliha 2                            | Еда      | Главна роля |
| 2020   | Фериде                                | Feride                              |          |             |

## Телевизионни предавания
| Година      | Заглавие                        | Оригинално заглавие    | Роля          | Вид роля    |
| ----------- | ------------------------------- | ---------------------- | ------------- | ----------- |
| 2004        | Наука за живота                 | Hayat Bilgisi          | Суде          | Гост        |
| 2009        | Парцалена кукла                 | Bez Bebek              |               | Гост        |
| 2011        | Огледален свят                  | Adını Feriha Koydum    | Дениз         | Гост        |
| 2011 – 2013 | Злата седморка                  | Pis Yedili             | Кимбом        | Главна роля |
| 2014        | Обичай ме така                  | Beni Böyle Sev         | Зейно         | Главна роля |
| 2015 – 2016 | Състояние на връзката: Сложно е | İlişki Durumu: Karışık | Елиф          | Главна роля |
| 2018 – 2023 | Опасно изкушение                | Yasak Elma             | Йълдъз Йълмаз | Главна Роля |
| 2022        | Кой си ти с маската?            | Maske Kimsin Sen?      | Себе си       | Съдия       |